# 2,6-naftaleendicarbonzuur
2,6-Naftaleendicarbonzuur is een dicarbonzuur afgeleid van naftaleen. Het is een kristallijne vaste stof.

## Synthese
Een laboratoriumsynthese gaat uit van naftaleen-1,8-dicarbonzuuranhydride. Dat wordt met kaliumhydroxide omgezet in 1,8-dikaliumnaftalaat. In een autoclaaf onder hoge temperatuur en hoge koolstofdioxidedruk en met cadmiumchloride als katalysator wordt dit geïsomeriseerd tot 2,6-dikaliumnaftalaat. Dat wordt opgelost in warm water, en ten slotte met geconcentreerd zoutzuur omgezet in 2,6-naftaleendicarbonzuur, dat uit de vloeistof kristalliseert, afgefilterd en gezuiverd kan worden.
Commerciële productie van 2,6-naftaleendicarbonzuur gebeurt door de oxidatie met zuurstof of lucht van een 2,6-dialkylnaftaleen in een oplosmiddel en met een katalysator op basis van zware metalen (kobalt en mangaan, gecombineerd met broom). Als dialkylnaftaleen kan men 2,6-dimethylnaftaleen gebruiken of 2,6-di-isopropylnaftaleen. Het oplosmiddel is een alifatisch monocarbonzuur (azijnzuur bij voorkeur). Het naftaleendicarbonzuur kristalliseert uit de oplossing. Het moet nadien nog zorgvuldig gezuiverd worden om onzuiverheden en resten van de katalysator te verwijderen.

## Toepassing
2,6-naftaleendicarbonzuur wordt gebruikt voor de synthese van polyesters. Samen met ethyleenglycol kan het polymeriseren tot PEN (polyethyleennaftalaat). Maar omdat 2,6-naftaleendicarbonzuur slecht oplosbaar is in vele oplosmiddelen, geeft men er de voorkeur aan om het eerst met methanol te veresteren tot dimethyl-2,6-naftaleendicarboxylaat. Dit is analoog met pet (polyethyleentereftalaat), waarvoor men bij voorkeur dimethyltereftalaat gebruikt in plaats van tereftaalzuur.